# Frente Ansar Al-Din
El Frente Ansar Al-Din (en árabe: جبهة أنصار الدين  , Jabhat Ansar al Din) traducido al español Los Partidarios del Frente de Religión es una alianza yihadista que se anunció el 25 de julio de 2014, durante la Guerra Civil Siria. La alianza contiene dos grupos: Harakat Sham al-Islam y Harakat Fajr ash-Sham al-Islamiya; había declarado que no estaba afiliado a ningún otro "partido". El Batallón Verde fue originalmente un signatario, pero alrededor de octubre de 2014 juró lealtad al líder de Jaish al-Muhajireen wal-Ansar y se integró en esa facción. La alianza había intentado mantener la neutralidad en el conflicto entre ISIL y otros grupos. El 28 de enero de 2017, se unió a muchas otras facciones para formar Tahrir al-Sham, aunque partes abandonaron HTS en febrero de 2018.
Los grupos involucrados en la coalición tienen membresías diversas; Harakat Fajr Sham al-Islamiya cuenta principalmente con sirios del área de Alepo, mientras que Harakat Sham al-Islam se formó en torno a un núcleo de combatientes marroquíes, el Batallón Verde tenía principalmente combatientes de Arabia Saudita y Jaish al-Mujahireen wal-Ansar fue formado por chechenos y otros combatientes de habla rusa. El 23 de septiembre de 2015, Jaish al-Muhajireen wal-Ansar se fue y se unió a Jabhat al-Nusra.

## Cronología
- 25 de julio de 2014: Harakat Sham al-Islam, Harakat Fajr ash-Sham al-Islamiya, Jaish al-Muhajireen wal-Ansar y Batallón Verde anunciaron la creación de Jabhat Ansar al-Din como una alianza entre los cuatro grupos.
- 3 de octubre: Batallón Verde fusionado bajo Jaish al-Muhajireen wal-Ansar.
- 23 de septiembre de 2015:Jaish al-Muhajireen wal-Ansar dejó la alianza para unirse al Frente al Nusra.
- 10 de diciembre de 2016: Las dos facciones restantes en la alianza Harakat Sham al-Islam dirigida por Abu Mohammed al-Baydawi y Harakat Fajr ash-Sham al-Islamiya dirigida por Abu Abdullah al-Shami han fusionado bajo el nombre de Jabhat Ansar al-Din, el líder es Abu Abdullah al-Shami.[2]
- 28 de enero de 2017: Jabhat Ansar al-Din se disolvió y se unió a Tahrir al-Sham.
- 1 de febrero de 2018: Harakat Fajr ash-Sham al-Islamiya desertó de Tahrir al-Sham y reanudó su trabajo como grupo independiente bajo el nombre Ansar al-Din Front - Harakat Fajr ash-Sham al-Islamiya.[7]

## Grupos

### Harakat Sham al-Islam

Bandera de Harakat Sham al-Islam

Harakat Sham al-Islam (en árabe: حركة شام الإسلام‎, que significa "Movimiento Islámico del Levante") es un grupo yihadista compuesto principalmente por marroquíes que ha estado activo durante la Guerra Civil Siria. El grupo anunció el 25 de julio de 2014 que se convirtió en parte de Jabhat Ansar al-Din. Fue designada como organización terrorista por el Departamento de Estado de EE. UU. el 24 de septiembre de 2014, por Naciones Unidas el 29 de febrero de 2016. y por Baréin y Marruecos.
El grupo fue fundado en agosto de 2013 por los marroquíes Ibrahim Bin Shakaran, Mohammed Bin Ahmad Mizouz y Mohammed Souleimani Laalami, que había sido liberado del Centro de detención de Guantánamo. Harakat Sham al-Islam llamó la atención por primera vez por el papel que desempeñó en la Ofensiva de Latakia de 2013. Al año siguiente, el grupo fue una de las tres facciones principales, junto con el Frente Al-Nusra y Ansar al-Sham, que participaron en la ofensiva de Latakia de 2014. También hay una presencia de Harakat Sham al-Islam en Aleppo, participando en batallas por el Hospital Kindi y la Prisión Central de Alepo. El líder del grupo Shakran, murió en una batalla con las fuerzas del gobierno sirio en abril de 2014, junto con el comandante militar del grupo, Abu Safiya Al-Masri. El 12 de diciembre de 2016 se disolvieron por completo en Jabhat Ansar al-Din.

### Harakat Fajr ash-Sham al-Islamiya
Harakat Fajr ash-Sham al-Islamiya (en árabe: حركة فجر الشام‎, Movimiento del Amanecer Islámico del Levante) es un grupo yihadista que ha estado activo durante la Guerra Civil Siria. El grupo anunció el 25 de julio de 2014 que se convirtió en parte de Jabhat Ansar al-Din. El 12 de diciembre de 2016, el grupo se disolvió por completo en Jabhat Ansar al-Din.
El 1 de febrero de 2018, Harakat Fajr ash-Sham al-Islamiya abandonó Tahrir al-Sham y comenzó a operar bajo el nombre Ansar al-Din Front - Harakat Fajr ash-Sham al-Islamiya. El 20 de junio, el Batallón al-Murabitin, el Batallón Osama, el Batallón Abu Ali Yemeni y el Batallón Abu Hilal Zitan abandonaron Tahrir al-Sham para unirse al Movimiento del Amanecer Islámico del Levante. El 2 de agosto de 2018 se unieron Ansar al-Haqq y Abna Sharia. No fue hasta el 20 de agosto de 2018 que Fursan al-Iman se unió al grupo.

## Relación con otros grupos
El grupo ha declarado que desea mantener una política de neutralidad e independencia entre varios grupos en la lucha contra el gobierno sirio, así como también ha manifestado su deseo de cooperar con estos grupos, antes de la formación del grupo, los grupos miembros cooperaron con ISIL a principios de 2014 para sitiar la base aérea de Kweiris.
En una entrevista en 2015, se le preguntó a un representante del grupo sobre sus puntos de vista con respecto a al-Nusra e ISIS a lo que el representante dijo con respecto a al-Nusra: "El problema es con ellos, no con nosotros: estamos preparados para trabajar con todos". facciones cuyos objetivos son como los nuestros. A nadie se le oculta que los objetivos de la mayoría de las facciones son como los nuestros". Agregó cuando se le preguntó si al-Nusra ha cometido errores sobre el terreno: "En mi opinión personal, de hecho, todos cometemos errores... y tal vez desde el punto de vista de Jabhat al-Nusra, no es necesario establecer un Califato mientras las bandas de Assad existen en Siria." Cuando se le preguntó acerca de la postura del grupo sobre ISIS, dijo: "No tenemos ninguna relación con Estado Islámico. No luchamos contra ellos y ellos no luchan contra nosotros. Pero cualquiera que diga que Jabhat Ansar al-Din está afiliado a IS está mintiendo."